# 世田谷区立砧南小学校
世田谷区立砧南小学校（せたがくりつきぬたみなみしょうがっこう）は、東京都世田谷区鎌田4丁目に所在する公立小学校。本校と区立砧中学校・区立砧小学校及び区立南大蔵保育園と成育しせい保育園・RISSHOKID'Sきらり岡本の6校園で「自立の学び舎」を構成する。

## 沿革
- 1959年（昭和34年）4月 - 砧小学校分校として開校。開校時点の児童数は、1学年から3学年までの230名、学級数6学級だった。
- 1960年（昭和35年） - 6教室を増築。
- 1961年（昭和36年）
  - 4月 - 砧南小学校として独立。独立時点の児童数は、1学年から5学年までの351名。
  - 6月8日 - この日（6月8日）を開校記念日と定めた。
- 1962年（昭和37年）6月8日 - 校歌・校章・校旗の披露式挙行。
- 1996年（平成8年） - プール竣工[3]。
- 1997年（平成9年） - 校舎と体育館竣工[3]。
- 2013年（平成25年） - 同年度より「地域運営学校」（コミュ二ティー・スクール）としてスタートした。

## 教育目標
- 何ごともじぶんから進んで考え、ねばり強くやりぬく子ども。
- 友だちをだいじにし、たがいにカを合わせる子ども。
- じょうぶなからだと、豊かな心をもつ子ども。

## 学区
出典
- 宇奈根1丁目（全域）
- 宇奈根2丁目（全域）
- 宇奈根3丁目（全域）
- 大蔵6丁目（全域）
- 岡本1丁目（全域）
- 岡本2丁目（全域）
- 岡本3丁目（全域）
- 鎌田1丁目（全域）
- 鎌田2丁目（全域）
- 鎌田3丁目（全域）
- 鎌田4丁目（全域）

## 進学先
- 出典[5]
- 世田谷区立砧南中学校

## アクセス
- 東急バス・小田急バス「玉07」、東急バス「玉06」、小田急バス「玉08」の各系統で、「砧中学校前」停留所より、
  - 二子玉川駅行のりばから、
    - 砧中学校校地南側を通る公道経由で、徒歩約550m・約8分。
    - 仙川右岸土手経由で、徒歩約410m・約6分。

  - 成城学園前駅・調布駅方面行のりばから、
    - 砧中学校校地南側を通る公道経由で、徒歩約630m・約10分（都道11号線にある横断歩道の位置関係で二子玉川駅行のりばより、やや遠廻りとなる）。
    - 仙川右岸土手経由で、徒歩約440m・約7分。

  - なお、学校敷地からバス停まで、最短直線距離で、約260mと近いが、道路と校門（正門）との位置関係で、遠廻りとなる。

## 学校周辺
- 仙川
- 世田谷区立鎌田区民センター - 仙川をはさんで、敷地が隣接。
  - 世田谷区立鎌田図書館
- 世田谷区立砧南中学校 - 仙川をはさんで、対角線上に位置する。
- 天理教砧分教会
- 鎌田天神社
- 吉祥院
- 世田谷区立道ケ谷戸公園
- 警視庁成城警察署鎌田駐在所
- 東京都道11号大田調布線 - 学校付近では、下述の野川に沿う。
- 野川
- ファミリーマート鎌田水神橋店